# 岐阜県の廃止市町村一覧
岐阜県の廃止市町村一覧（ぎふけんのはいししちょうそんいちらん）は、岐阜県における市制・町村制施行（1889年7月1日）後に、市町村合併や他の自治体に統合されることなどにより廃止した市町村の一覧である。単なる名称の変更は対象としない。
- 町村が「町制」・「市制」を施行し町・市となるケース
  - 「市町村」以外の表記名を変更しなかった自治体は一覧に含まれない。（例：中津川町→中津川市）
  - 町制・市制を施行した際に名称を変更した場合は一覧に含まれない。（例：温知村→池田町）
- 市町村が名称変更した場合は一覧に含まれない。
- 所属郡が変更になった場合は一覧に含まれない。
- 市町村合併で廃止した市町村のケース
  - 編入合併した場合の、存続市町村は廃止に当たらないので一覧に含まれない。
  - 編入合併した場合の、廃止した市町村は一覧に含まれる。
  - 新設合併した場合の、廃止した市町村は一覧に含まれる。
  - 新設合併した場合の、名称が残った市町村は一覧に含まれる。（例：旧・恵那市→新・恵那市）
- 分割や分立をしたケース
  - 分割で廃止した市町村は一覧に含まれる。（例：麻川村→下麻生村・上川辺村に分割）
  - 分立で存続した市町村は一覧に含まれない。（例：多治見市の一部が笠原村に分立。多治見市は存続）

## 1899年以前
- 土岐郡土岐口村 （1889年11月15日）土岐郡土岐津町新設のため
- 土岐郡高山村 （1889年11月15日）土岐郡土岐津町新設のため
- 加茂郡麻川村 （1893年4月27日）加茂郡下麻生村・加茂郡上川辺村に分割のため
- 郡上郡鹿倉村 （1894年7月21日）郡上郡和良村新設のため
- 郡上郡宮代村 （1894年7月21日）郡上郡和良村新設のため
- 郡上郡野尻村 （1894年7月21日）郡上郡和良村新設のため
- 郡上郡三庫村 （1894年7月21日）郡上郡和良村新設のため
- 郡上郡横野村 （1894年7月21日）郡上郡和良村新設のため
- 郡上郡宮地村 （1894年7月21日）郡上郡和良村新設のため
- 郡上郡沢村 （1894年7月21日）郡上郡和良村新設のため
- 郡上郡法師丸村 （1894年7月21日）郡上郡和良村新設のため
- 郡上郡下洞村 （1894年7月21日）郡上郡和良村新設のため
- 郡上郡土京村 （1894年7月21日）郡上郡和良村新設のため
- 郡上郡方須村 （1894年7月21日）郡上郡和良村新設のため

### 1897年4月1日

#### 以下安八郡
- 河間村 （北杭瀬村新設のため）
- 興福地村 （北杭瀬村新設のため）
- 池尻村 （北杭瀬村新設のため）
- 笠木村 （北杭瀬村新設のため）
- 笠縫村 （北杭瀬村新設のため）
- 南一色村 （北杭瀬村新設のため）
- 木戸村 （北杭瀬村新設のため）
- 東前村 （安井村新設のため）
- 長沢村 （安井村新設のため）
- 禾森村 （安井村新設のため）
- 築捨村 （安井村新設のため）
- 江崎村 （安井村新設のため）
- 高橋村 （安井村新設のため）
- 内阿原村 （洲本村新設のため）
- 島里村 （洲本村新設のため）
- 釜笛村 （洲本村新設のため）
- 外渕村 （洲本村新設のため）
- 川口村 （洲本村新設のため）
- 浅草東村 （浅草村新設のため）
- 浅草中村 （浅草村新設のため）
- 浅草西村 （浅草村新設のため）
- 古宮村 （川並村新設のため）
- 小泉村 （川並村新設のため）
- 直江村 （川並村新設のため）
- 平村 （川並村新設のため）
- 米野村 （川並村新設のため）
- 深池村 （川並村新設のため）
- 難波野村 （川並村新設のため）
- 今福村 （川並村新設のため）
- 世保村 （三城村新設のため）
- 今宿村 （三城村新設のため）
- 三塚村 （三城村新設のため）
- 加賀野村 （三城村新設のため）
- 小野村 （三城村新設のため）
- 沢渡村 （三城村新設のため）
- 旧・中川村 （中川村新設のため）
- 林東村 （中川村新設のため）
- 林中村 （中川村新設のため）
- 楽田村 （中川村新設のため）
- 貝曽根村 （中川村新設のため）
- 北方村 （中川村新設のため）
- 曽根村 （中川村新設のため）
- 領家村 （中川村新設のため）
- 中野村 （中川村新設のため）
- 旧・神戸町 （神戸町新設のため）
- 末守村 （神戸町新設のため）
- 北一色村 （神戸町新設のため）
- 更屋敷村 （神戸町新設のため）
- 瀬古村 （下宮村新設のため）
- 斎田村 （下宮村新設のため）
- 柳瀬村 （下宮村新設のため）
- 落合村 （下宮村新設のため）
- 田村 （北平野村新設のため）
- 横井村 （北平野村新設のため）
- 安次村 （北平野村新設のため）
- 丈六道村 （北平野村新設のため）
- 白鳥村 （北平野村新設のため）
- 加納村 （南平野村新設のため）
- 四成村 （南平野村新設のため）
- 中沢村 （南平野村新設のため）
- 南方村 （南平野村新設のため）
- 西保村 （南平野村新設のため）
- 草道島村 （南平野村新設のため）
- 旧・墨俣町 （墨俣町新設のため）
- 西橋村 （墨俣町新設のため）
- 下宿村 （墨俣町新設のため）
- 二ツ木村 （墨俣町新設のため）
- 旧・御寿村 （御寿村新設のため）
- 四郷村 （御寿村新設のため）
- 福束村 （福束村新設のため）
- 里村 （福束村新設のため）
- 南波村 （福束村新設のため）
- 本戸村 （福束村新設のため）
- 中郷村 （福束村新設のため）
- 塩喰村 （福束村新設のため）
- 下大榑村 （仁木村新設のため）
- 下大榑新田 （仁木村新設のため）
- 福束新田 （仁木村新設のため）
- 中郷新田 （仁木村新設のため）
- 藻池新田 （仁木村新設のため）
- 海松新田 （仁木村新設のため）
- 大吉新田 （仁木村新設のため）
- 松内村 （仁木村新設のため）
- 氷取村 （名森村新設のため）
- 大明神村 （名森村新設のため）
- 中須村 （名森村新設のため）
- 大野村（名森村新設のため）
- 南今ヶ淵村 （名森村新設のため）
- 善光村 （名森村新設のため）
- 森部村 （名森村新設のため）
- 南条村 （名森村新設のため）
- 大森村 （名森村新設のため）
- 北今ヶ淵村 （名森村新設のため）
- 中村 （名森村新設のため）
- 旧・牧村 （牧村新設のため）
- 馬瀬村 （牧村新設のため）
- 東結村 （結村新設のため）
- 西結村 （結村新設のため）
- 旧・多芸島村 （多芸島村新設のため）
- 上笠村 （多芸島村新設のため）
- 東大外羽村 （多芸島村新設のため）
- 西大外羽村 （多芸島村新設のため）
- 高淵村 （多芸島村新設のため）

#### 以下揖斐郡
- 上南方村 （大和村新設のため）
- 房島村 （大和村新設のため）
- 若松村 （大和村新設のため）
- 極楽寺村 （大和村新設のため）
- 旧・小島村 （小島村新設のため）
- 上野村 （小島村新設のため）
- 岡村 （小島村新設のため）
- 和田村 （小島村新設のため）
- 上東野村 （小島村新設のため）
- 市場村 （小島村新設のため）
- 瑞岩寺村 （小島村新設のため）
- 白樫村 （小島村新設のため）
- 新宮村 （小島村新設のため）
- 黒田村 （小島村新設のため）
- 名礼村 （谷汲村新設のため）
- 徳積村 （谷汲村新設のため）
- 大洞村 （谷汲村新設のため）
- 深坂村 （谷汲村新設のため）
- 旧・長瀬村 （長瀬村新設のため）
- 岐礼村 （長瀬村新設のため）
- 高科村 （長瀬村新設のため）
- 広瀬村 （坂内村新設のため）
- 坂本村 （坂内村新設のため）
- 川上村 （坂内村新設のため）
- 日坂村 （久瀬村新設のため）
- 西津汲村 （久瀬村新設のため）
- 東津汲村 （久瀬村新設のため）
- 外津汲村 （久瀬村新設のため）
- 三倉村 （久瀬村新設のため）
- 乙原村 （久瀬村新設のため）
- 樫原村 （久瀬村新設のため）
- 小津村 （久瀬村新設のため）
- 東横山村 （久瀬村新設のため）
- 西横山村 （久瀬村新設のため）
- 鶴見村 （久瀬村新設のため）
- 東杉原村 （久瀬村新設のため）
- 黒野村 （大野村新設のため）
- 六里村 （大野村新設のため）
- 麻生村 （大野村新設のため）
- 相羽村 （大野村新設のため）
- 下方村 （大野村新設のため）
- 松山村 （西郡村新設のため）
- 瀬古村 （西郡村新設のため）
- 牛洞村 （西郡村新設のため）
- 中之元村 （西郡村新設のため）
- 稲富村 （富秋村新設のため）
- 上秋村 （富秋村新設のため）
- 古川村 （富秋村新設のため）
- 寺内村 （富秋村新設のため）
- 稲畑村 （富秋村新設のため）
- 公郷村 （鶯村新設のため）
- 大衣斐村 （鶯村新設のため）
- 小衣斐村 （鶯村新設のため）
- 領家村 （鶯村新設のため）
- 加納村 （川合村新設のため）
- 上磯村 （川合村新設のため）
- 郡家村 （川合村新設のため）
- 本庄村 （川合村新設のため）
- 下磯村 （川合村新設のため）
- 西座倉村 （川合村新設のため）
- 下座倉村 （川合村新設のため）
- 五ノ里村 （川合村新設のため）
- 下南方村 （川合村新設のため）
- 池野村 （池田村新設のため）
- 下東野村 （池田村新設のため）
- 上田村 （池田村新設のため）
- 砂畑村 （池田村新設のため）
- 六之井村 （池田村新設のため）
- 杉野村 （池田村新設のため）
- 旧・本郷村 （本郷村新設のため）
- 藤代村 （本郷村新設のため）
- 萩原村 （本郷村新設のため）
- 青柳村 （本郷村新設のため）
- 田畑村 （本郷村新設のため）
- 草深村 （本郷村新設のため）
- 山洞村 （本郷村新設のため）
- 小寺村 （本郷村新設のため）
- 旧・八幡村 （八幡村新設のため）
- 片山村 （八幡村新設のため）
- 市橋村 （八幡村新設のため）
- 旧・宮地村 （宮地村新設のため）
- 小牛村 （宮地村新設のため）
- 願成寺村 （宮地村新設のため）
- 般若畑村 （宮地村新設のため）
- 段村 （宮地村新設のため）
- 船子村 （宮地村新設のため）
- 田中村 （養基村新設のため）
- 粕河原村 （養基村新設のため）
- 沓井村 （養基村新設のため）
- 脛永村 （養基村新設のため）

#### 以下大野郡
- 旧・久々野村 （久々野村新設のため）
- 河内村 （久々野村新設のため）

#### 以下加茂郡
- 旧・加茂野村 （加茂野村新設のため）
- 今泉村 （加茂野村新設のため）
- 鷹巣村 （加茂野村新設のため）
- 市橋村 （加茂野村新設のため）
- 稲辺村 （加茂野村新設のため）
- 木野村 （加茂野村新設のため）
- 川浦村 （三和村新設のため）
- 廿屋村 （三和村新設のため）
- 鹿塩村 （三和村新設のため）
- 上川辺村 （三和村・川辺町新設のため）
- 川辺村 （川辺町新設のため）
- 旧・久田見村 （久田見村新設のため）
- 上吉田村 （久田見村新設のため）
- 潮見村 （潮南村新設のため）
- 南戸村 （潮南村新設のため）
- 滝田村 （富田村新設のため）
- 羽生村 （富田村新設のため）
- 大山村 （富田村新設のため）
- 高畑村 （富田村新設のため）
- 夕田村 （富田村新設のため）
- 大平賀村 （富岡村新設のため）
- 肥田瀬村 （富岡村新設のため）
- 鋳物師屋村 （富岡村新設のため）
- 市平賀村 （富岡村新設のため）
- 西田原村 （田原村新設のため）
- 小迫間村 （田原村新設のため）
- 稲口村 （田原村新設のため）
- 迫間村 （田原村新設のため）
- 大杉村 （田原村新設のため）
- 東田原村 （田原村新設のため）
- 酒倉村 （坂祝村新設のため）
- 深田村 （坂祝村新設のため）
- 大針村 （坂祝村新設のため）
- 黒岩村 （坂祝村新設のため）
- 深萱村 （坂祝村新設のため）
- 勝山村 （坂祝村新設のため）
- 取組村 （坂祝村新設のため）
- 河合村 （恵那郡笠置村新設のため）

#### 以下羽島郡
- 中野村 （下羽栗村新設のため）
- 円城寺村 （下羽栗村新設のため）
- 無動寺村 （下羽栗村新設のため）
- 江川村 （下羽栗村新設のため）
- 米野村 （下羽栗村新設のため）
- 長池村 （松枝村新設のため）
- 田代村 （松枝村新設のため）
- 北及村 （松枝村新設のため）
- 門間村 （松枝村新設のため）
- 坂丸村 （正木村新設のため）
- 不破一色村 （正木村新設のため）
- 森村 （正木村新設のため）
- 光法寺村 （正木村新設のため）
- 南及村 （正木村新設のため）
- 大浦村 （正木村新設のため）
- 曲利村 （正木村新設のため）
- 新井村 （正木村新設のため）
- 須賀村 （正木村新設のため）
- 三ツ柳村 （正木村新設のため）
- 旧・駒塚村 （駒塚村新設のため）
- 狐穴村 （駒塚村新設のため）
- 飯柄村 （駒塚村新設のため）
- 蜂尻村 （駒塚村新設のため）
- 旧・江吉良村 （江吉良村新設のため）
- 舟橋村 （江吉良村新設のため）
- 沖村 （上中島村新設のため）
- 中村 （上中島村新設のため）
- 一色村 （上中島村新設のため）
- 長間村 （上中島村新設のため）
- 午北新田 （上中島村新設のため）
- 市之枝村 （下中島村新設のため）
- 石田村 （下中島村新設のため）
- 城屋敷村 （下中島村新設のため）
- 西加賀野井村 （下中島村新設のため）
- 旧・小薮村 （小薮村新設のため）
- 大須村 （小薮村新設のため）
- 午南新田 （小薮村新設のため）
- 南宿村 （足近村新設のため）
- 市場村 （足近村新設のため）
- 北宿村 （足近村新設のため）
- 直道村 （足近村新設のため）
- 坂井村 （足近村新設のため）
- 小荒井村 （足近村新設のため）
- 南之川村 （足近村新設のため）
- 島村 （小熊村新設のため）
- 西小熊村 （小熊村新設のため）
- 東小熊村 （小熊村新設のため）
- 川森村 （小熊村新設のため）
- 本郷村 （福寿村新設のため）
- 平方村 （福寿村新設のため）
- 浅平村 （福寿村新設のため）
- 間島村 （福寿村新設のため）
- 野中村 （上羽栗村新設のため）
- 三宅村 （上羽栗村新設のため）
- 伏屋村 （上羽栗村新設のため）
- 若宮地村 （上羽栗村新設のため）
- 平島村 （上羽栗村新設のため）
- 下印食村 （八剣村新設のため）
- 徳田村 （八剣村新設のため）
- 上印食村 （八剣村新設のため）
- 薬師寺村 （八剣村新設のため）
- 下中屋村 （中屋村新設のため）
- 神置村 （中屋村新設のため）
- 成清村 （中屋村新設のため）
- 大佐野村 （中屋村新設のため）
- 上中屋村 （中屋村新設のため）
- 松本村 （中屋村新設のため）

#### 以下不破郡
- 岩手村 （岩手村新設のため）
- 大石村 （岩手村新設のため）
- 相川村 （分割し，岩手村・関ケ原村新設のため）
- 旧・関ケ原村 （関ケ原村新設のため）
- 松尾村 （関ケ原村新設のため）
- 藤下村 （関ケ原村新設のため）
- 山中村 （関ケ原村新設のため）
- 旧・府中村 （府中村新設のため）
- 平尾村 （府中村新設のため）
- 梅谷村 （府中村新設のため）
- 敷原村 （府中村新設のため）
- 市之尾村 （府中村新設のため）
- 大滝村 （府中村新設のため）
- 新井村 （府中村新設のため）
- 栗原村 （合原村新設のため）
- 室原村 （合原村新設のため）
- 旧・青墓村 （青墓村新設のため）
- 青野村 （青墓村新設のため）
- 榎戸村 （青墓村新設のため）
- 矢道村 （青墓村新設のため）
- 昼飯村 （青墓村新設のため）
- 綾戸村 （荒崎村新設のため）
- 長松村 （荒崎村新設のため）
- 十六村 （荒崎村新設のため）
- 島村 （荒崎村新設のため）
- 旧・静里村 （静里村新設のため）
- 荒川村 （静里村新設のため）
- 久徳村 （静里村新設のため）
- 中曽根村 （静里村新設のため）
- 桧村 （静里村新設のため）
- 福田村 （宇留生村新設のため）
- 荒尾村 （宇留生村新設のため）
- 牧野村 （宇留生村新設のため）
- 綾野村 （綾里村新設のため）

#### 以下本巣郡
- 旧・生津村 （生津村新設のため）
- 高屋村 （生津村新設のため）
- 馬場村 （生津村新設のため）
- 柱本村 （生津村新設のため）
- 旧・穂積村 （穂積村新設のため）
- 別府村 （穂積村新設のため）
- 稲里村 （穂積村新設のため）
- 旧・本田村 （本田村新設のため）
- 只越村 （本田村新設のため）
- 旧・牛牧村 （牛牧村新設のため）
- 十九条村 （牛牧村新設のため）
- 野畠村 （牛牧村新設のため）
- 祖父江村 （牛牧村新設のため）
- 美江寺村 （船木村新設のため）
- 重里村 （船木村新設のため）
- 十七条村 （船木村新設のため）
- 十八条村 （船木村新設のため）
- 小柿村 （真桑村新設のため）
- 軽海村 （真桑村新設のため）
- 宗慶村 （真桑村新設のため）
- 十四条村 （真桑村新設のため）
- 上真桑村 （真桑村新設のため）
- 下真桑村 （真桑村新設のため）
- 屋井村 （土貴野村新設のため）
- 七五三村 （土貴野村新設のため）
- 早野村 （土貴野村新設のため）
- 見延村 （一色村新設のため）
- 長屋村 （一色村新設のため）
- 石神村 （一色村新設のため）
- 上高屋村 （一色村新設のため）
- 数屋村 （一色村新設のため）
- 有里村 （一色村新設のため）
- 随原村 （一色村新設のため）
- 山口村 （山添村新設のため）
- 曽井中島村 （山添村新設のため）
- 旧・外山村 （外山村新設のため）
- 木知原村 （外山村新設のため）
- 神海村 （外山村新設のため）
- 佐原村 （外山村新設のため）
- 金原村 （外山村新設のため）
- 日当村 （外山村新設のため）
- 長嶺村 （中根尾村新設のため）
- 市場村 （中根尾村新設のため）
- 神所村 （中根尾村新設のため）
- 中村 （中根尾村新設のため）
- 越卒村 （中根尾村新設のため）
- 門脇村 （中根尾村新設のため）
- 天神堂村 （中根尾村新設のため）
- 長島村 （中根尾村新設のため）
- 黒津村 （中根尾村新設のため）
- 越波村 （中根尾村新設のため）
- 板屋村 （東根尾村新設のため）
- 小鹿村 （東根尾村新設のため）
- 松田村 （東根尾村新設のため）
- 上大須村 （東根尾村新設のため）
- 下大須村 （東根尾村新設のため）
- 板所村 （東根尾村新設のため）
- 口谷村 （東根尾村新設のため）
- 奥谷村 （東根尾村新設のため）
- 政田村 （弾正村新設のため）
- 浅木村 （弾正村新設のため）
- 温井村 （弾正村新設のため）
- 海老村 （弾正村新設のため）
- 下福島村 （弾正村新設のため）
- 唐栗村 （川崎村新設のため）
- 森村 （川崎村新設のため）
- 七崎村 （川崎村新設のため）
- 田ノ上村 （川崎村新設のため）
- 宮田村 （川崎村新設のため）
- 大月村 （川崎村新設のため）
- 居倉村 （川崎村新設のため）
- 古橋村 （鷺田村新設のため）
- 呂久村 （鷺田村新設のため）
- 中宮村 （鷺田村新設のため）
- 横屋村 （鷺田村新設のため）
- 宝江村 （鷺田村新設のため）
- 上保村 （席田村新設のため）
- 郡府村 （席田村新設のため）
- 北野村 （席田村新設のため）
- 春近村 （席田村新設のため）
- 石原村 （席田村新設のため）
- 三橋村 （席田村新設のため）
- 仏生寺村 （席田村新設のため）
- 芝原村 （席田村新設のため）
- 加茂村 （席田村新設のため）
- 河渡村 （合渡村新設のため）
- 寺田村 （合渡村新設のため）
- 曽我屋村 （合渡村新設のため）
- 一日市場村 （合渡村新設のため）
- 中西郷村 （西郷村新設のため）
- 上西郷村 （西郷村新設のため）
- 小野村 （西郷村新設のため）
- 中村 （西郷村新設のため）

#### 以下養老郡
- 旧・高田町 （高田町新設のため）
- 烏江村 （高田町新設のため）
- 旧・養老村 （養老村新設のため）
- 澤田村 （養老村新設のため）
- 櫻井村 （養老村新設のため）
- 口ヶ島村 （広幡村新設のため）
- 飯之木村 （広幡村新設のため）
- 大跡村 （広幡村新設のため）
- 西岩道村 （広幡村新設のため）
- 岩道村 （広幡村新設のため）
- 上ノ郷村 （笠郷村新設のため）
- 下笠村 （笠郷村新設のため）
- 船着村 （笠郷村新設のため）
- 栗笠村 （笠郷村新設のため）
- 旧・上多度村 （上多度村新設のため）
- 三郷村 （上多度村新設のため）
- 大巻村 （池辺村新設のため）
- 根古地村 （池辺村新設のため）
- 根古地新田 （池辺村新設のため）
- 大場村 （池辺村新設のため）
- 釜段村 （池辺村新設のため）
- 駒野新田 （池辺村新設のため）
- 直江村 （多芸村新設のため）
- 飯積村 （多芸村新設のため）
- 金屋村 （多芸村新設のため）
- 多岐村 （多芸村新設のため）
- 北大墳村 （多芸村新設のため）
- 旧・時村 （時村新設のため）
- 時山村 （時村新設のため）
- 旧・牧田村 （牧田村新設のため）
- 乙坂村 （牧田村新設のため）
- 横曽根村 （安八郡浅草村新設のため）
- 野口村 （不破郡綾里村新設のため）

#### 以下稲葉郡
- 上戸村 （更木村新設のため）
- 大野村 （更木村新設のため）
- 小佐野村 （更木村新設のため）
- 三井村 （更木村新設のため）
- 前渡村 （前宮村新設のため）
- 若宮村 （前宮村新設のため）
- 旧・各務村 （各務村新設のため）
- 須衛村 （各務村新設のため）
- 伊飛島村 （蘇原村新設のため）
- 和合村 （蘇原村新設のため）
- 大宮村 （蘇原村新設のため）
- 古市場村 （蘇原村新設のため）
- 持田村 （蘇原村新設のため）
- 三柿野村 （蘇原村新設のため）
- 岩田村 （岩村新設のため）
- 岩瀧村 （岩村新設のため）
- 旧・芥見村 （芥見村新設のため）
- 大洞村 （芥見村新設のため）
- 東加納町 （加納町新設のため）
- 西加納町 （加納町新設のため）
- 下加納村 （加納町新設のため）
- 六条村 （三里村新設のため）
- 清村 （三里村新設のため）
- 宇佐村 （三里村新設のため）
- 近島村 （島村新設のため）
- 東島村 （島村新設のため）
- 北島村 （島村新設のため）
- 菅生村 （島村新設のため）
- 江口村 （島村新設のため）
- 萱場村 （島村新設のため）
- 池ノ上村 （島村新設のため）
- 早田村 （島村新設のため）
- 旦ノ島村 （島村新設のため）
- 西中島村 （島村新設のため）
- 旧・鏡島村 （鏡島村新設のため）
- 江崎村 （鏡島村新設のため）
- 今嶺村 （市橋村新設のため）
- 爪村 （市橋村新設のため）
- 西庄村 （市橋村新設のため）
- 藪田村 （市橋村新設のため）
- 下奈良村 （市橋村新設のため）
- 旧・日置江村 （日置江村新設のため）
- 茶屋新田 （日置江村新設のため）
- 次木村 （日置江村新設のため）
- 高河原村 （日置江村新設のため）
- 領下村 （厚見村新設のため）
- 上川手村 （厚見村新設のため）
- 下川手村 （厚見村新設のため）
- 岩戸村 （北長森村新設のため）
- 北一色村 （北長森村新設のため）
- 野一色村 （北長森村新設のため）
- 左兵衛新田 （北長森村新設のため）
- 水海道村 （北長森村新設のため）
- 岩地村 （北長森村新設のため）
- 前一色村 （北長森村新設のため）
- 切通村 （南長森村新設のため）
- 細畑村 （南長森村新設のため）
- 蔵前村 （南長森村新設のため）
- 高田村 （南長森村新設のため）
- 芋島村 （南長森村新設のため）
- 東中島村 （南長森村新設のため）
- 旧・佐波村 （佐波村新設のため）
- 高桑村 （佐波村新設のため）
- 旧・木田村 （木田村新設のため）
- 下尻毛村 （木田村新設のため）
- 黒野村 （鵜飼村新設のため）
- 下鵜飼村 （鵜飼村新設のため）
- 御望村 （鵜飼村新設のため）
- 洞村 （鵜飼村新設のため）
- 交人村 （鵜飼村新設のため）
- 折立村 （鵜飼村新設のため）
- 今川村 （鵜飼村新設のため）
- 古市場村 （鵜飼村新設のため）
- 安食村 （方県村新設のため）
- 彦坂村 （方県村新設のため）
- 佐野村 （方県村新設のため）
- 石谷村 （方県村新設のため）
- 岩利村 （方県村新設のため）
- 打越村 （常磐村新設のため）
- 城田寺村 （常磐村新設のため）
- 上土居村 （常磐村新設のため）
- 椿洞村 （常磐村新設のため）
- 旧・鷺山村 （鷺山村新設のため）
- 正木村 （鷺山村新設のため）
- 下土居村 （鷺山村新設のため）
- 旧・長良村 （長良村新設のため）
- 福光村 （長良村新設のため）
- 雄総村 （長良村新設のため）
- 志段見村 （長良村新設のため）
- 古津村 （長良村新設のため）

#### 以下恵那郡
- 中津川町 （中津町新設のため）
- 駒場村 （中津町新設のため）
- 手賀野村 （中津町新設のため）
- 千旦林村 （坂本村新設のため）
- 茄子川村 （坂本村新設のため）
- 飯沼村 （阿木村に編入のため）
- 旧・福岡村 （福岡村新設のため）
- 下野村 （福岡村新設のため）
- 旧・竹折村 （竹折村新設のため）
- 藤村 （竹折村新設のため）
- 毛呂窪村 （笠置村新設のため）
- 姫栗村 （笠置村新設のため）
- 富田村 （本郷村新設のため）
- 飯羽間村 （本郷村新設のため）
- 馬場山田村 （遠山村新設のため）
- 久保原村 （遠山村新設のため）
- 上手向村 （遠山村新設のため）
- 下手向村 （鶴岡村新設のため）
- 釜屋村 （鶴岡村新設のため）
- 原村 （鶴岡村新設のため）
- 田代村 （鶴岡村新設のため）
- 旧・明知町 （明知町新設のため）
- 野志村 （明知町新設のため）
- 杉野村 （明知町新設のため）
- 東方村 （明知町新設のため）
- 阿妻村 （吉田村新設のため）
- 大田村 （吉田村新設のため）
- 吉良見村 （吉田村新設のため）
- 大泉村 （吉田村新設のため）
- 大川村 （陶村新設のため）
- 水上村 （陶村新設のため）
- 猿爪村 （陶村新設のため）

#### 以下海津郡
- 旧・今尾町 （今尾町新設のため）
- 高田村 （今尾町新設のため）
- 三郷村 （今尾町新設のため）
- 仏師川村 （今尾町新設のため）
- 平原村 （今尾町新設のため）
- 土倉村 （今尾町新設のため）
- 脇野村 （今尾町新設のため）
- 西島村 （今尾町新設のため）
- 野寺村 （海西村新設のため）
- 幡長村 （海西村新設のため）
- 岡村 （海西村新設のため）
- 者結村 （海西村新設のため）
- 勝賀村 （海西村新設のため）
- 蛇池村 （海西村新設のため）
- 旧・高須町 （高須町新設のため）
- 高須村 （高須町新設のため）
- 萱野村 （高須町新設のため）
- 札野村 （高須町新設のため）
- 内記村 （高須町新設のため）
- 馬目村 （高須町新設のため）
- 福岡村 （高須町新設のため）
- 日下丸村 （高須町新設のため）
- 西小島村 （高須町新設のため）
- 東小島村 （高須町新設のため）
- 稲山村 （西江村新設のため）
- 安田村 （西江村新設のため）
- 安田新田 （西江村新設のため）
- 本阿弥新田 （西江村新設のため）
- 沼新田 （西江村新設のため）
- 帆引新田 （西江村新設のため）
- 深浜村 （西江村新設のため）
- 万寿新田（西江村・大江村新設のため）
- 福江村 （大江村新設のため）
- 金廻村 （大江村新設のため）
- 油島村 （大江村新設のため）
- 古中島村 （大江村新設のため）
- 外浜村 （大江村新設のため）
- 森下村 （大江村新設のため）
- 石亀村 （大江村新設のため）
- 松木村 （吉里村新設のため）
- 瀬古村 （吉里村新設のため）
- 神桐村 （吉里村新設のため）
- 鹿野村 （吉里村新設のため）
- 成戸村 （吉里村新設のため）
- 福一色村 （吉里村新設のため）
- 大和田村 （東江村新設のため）
- 秋江村 （東江村新設のため）
- 草場村 （東江村新設のため）
- 駒ヶ江村 （東江村新設のため）
- 松山中島村 （東江村新設のため）
- 日原村 （東江村新設のため）
- 長瀬村 （東江村新設のため）
- 立野村 （東江村新設のため）
- 長久保村 （東江村新設のため）
- 西駒野村 （城山村新設のため）
- 徳田村 （城山村新設のため）
- 徳田新田 （城山村新設のため）
- 庭田村 （城山村新設のため）
- 奥条村 （城山村新設のため）
- 羽沢村 （城山村新設のため）
- 山崎村 （城山村新設のため）
- 上野河戸村 （城山村新設のため）
- 太田村 （石津村新設のため）
- 吉田村 （石津村新設のため）
- 田鶴村 （石津村新設のため）
- 松山村 （石津村新設のため）
- 境村 （石津村新設のため）

#### 以下郡上郡
- 旧・相生村 （相生村新設のため）
- 西乙原村 （相生村新設のため）
- 那比村 （相生村新設のため）
- 稲成村 （相生村新設のため）
- 吉野村 （相生村新設のため）
- 安久田村 （相生村新設のため）
- 中坪村 （川合村新設のため）
- 初音村 （川合村新設のため）
- 河鹿村 （川合村新設のため）
- 五町村 （川合村新設のため）
- 瀬取村 （川合村新設のため）
- 初納村 （口明方村新設のため）
- 小野村 （口明方村新設のため）
- 旭村 （口明方村新設のため）
- 市島村 （口明方村新設のため）
- 有穂村 （口明方村新設のため）
- 美山村 （西和良村新設のため）
- 入間村 （西和良村新設のため）
- 洲河村 （西和良村新設のため）
- 野々倉村 （西和良村新設のため）
- 小那比村 （西和良村新設のため）
- 白鳥村 （上保村新設のため）
- 為真村 （上保村新設のため）
- 大島村 （上保村新設のため）
- 中津屋村 （上保村新設のため）
- 越佐村 （上保村新設のため）
- 前谷村 （北濃村新設のため）
- 歩岐島村 （北濃村新設のため）
- 長滝村 （北濃村新設のため）
- 二日町村 （北濃村新設のため）
- 向小駄良村 （北濃村新設のため）
- 野添村 （牛道村新設のため）
- 六ノ里村 （牛道村新設のため）
- 西多村 （牛道村新設のため）
- 陰地村 （牛道村新設のため）
- 那留村 （牛道村新設のため）
- 名皿部村 （西川村新設のため）
- 落部村 （西川村新設のため）
- 島村 （西川村新設のため）
- 有坂村 （西川村新設のため）
- 小間見村 （弥富村新設のため）
- 剣村 （弥富村新設のため）
- 大間見村 （弥富村新設のため）
- 万場村 （弥富村新設のため）
- 徳永村 （山田村新設のため）
- 河辺村 （山田村新設のため）
- 神路村 （山田村新設のため）
- 牧村 （山田村新設のため）
- 古道村 （山田村新設のため）
- 栗巣村 （山田村新設のため）
- 梅原村 （下川村新設のため）
- 三戸村 （下川村新設のため）
- 白山村 （下川村新設のため）
- 大原村 （下川村新設のため）
- 大鷲村 （高鷲村新設のため）
- 鮎立村 （高鷲村新設のため）
- 西洞村 （高鷲村新設のため）
- 鷲見村 （高鷲村新設のため）
- 大谷村 （奥明方村新設のため）
- 寒水村 （奥明方村新設のため）
- 気良村 （奥明方村新設のため）
- 奥住村 （奥明方村新設のため）
- 小川村 （奥明方村新設のため）
- 畑佐村 （奥明方村新設のため）
- 二間手村 （奥明方村新設のため）
- 弓掛村 （東村新設のため）
- 卯野原村 （東村新設のため）
- 乙原村 （東村新設のため）
- 岩瀬村 （東村新設のため）
- 祖師野村 （東村新設のため）
- 戸部村 （東村新設のため）
- 東沓部村 （東村新設のため）

#### 以下土岐郡
- 小田村 （瑞浪村新設のため）
- 山田村 （瑞浪村新設のため）
- 寺河戸村 （瑞浪村新設のため）
- 河合村 （明世村新設のため）
- 戸狩村 （明世村新設のため）
- 山野内村 （明世村新設のため）
- 月吉村 （明世村新設のため）

#### 以下益田郡
- 宮田村 （萩原村新設のため）
- 三郷村 （萩原村新設のため）

#### 以下武儀郡
- 長瀬村 （下牧村新設のため）
- 片知村 （下牧村新設のため）
- 蕨生村 （下牧村新設のため）
- 神洞村 （下牧村新設のため）
- 高野村 （南武芸村新設のため）
- 八幡村 （南武芸村新設のため）
- 小知野村 （南武芸村新設のため）
- 広見村 （南武芸村新設のため）
- 跡部村 （南武芸村新設のため）
- 市場村 （洞戸村新設のため）
- 通元寺村 （洞戸村新設のため）
- 片村 （洞戸村新設のため）
- 菅谷村 （洞戸村新設のため）
- 下洞戸村 （洞戸村新設のため）
- 栗原村 （洞戸村新設のため）
- 飛瀬村 （洞戸村新設のため）
- 奥洞戸村 （洞戸村新設のため）
- 笹賀村 （北武芸村新設のため）
- 田栗村 （北武芸村新設のため）
- 椿村 （北武芸村新設のため）
- 徳永村 （北武芸村新設のため）
- 佐野村 （北武芸村新設のため）

#### 以下山県郡
- 西深瀬村 （富岡村新設のため）
- 東深瀬村 （富岡村新設のため）
- 高木村 （富岡村新設のため）
- 伊佐美村 （桜尾村新設のため）
- 椎倉村 （桜尾村新設のため）
- 赤尾村 （桜尾村新設のため）
- 上願村 （上伊自良村新設のため）
- 松尾村 （上伊自良村新設のため）
- 掛村 （上伊自良村新設のため）
- 平井村 （上伊自良村新設のため）
- 長滝村 （上伊自良村新設のため）
- 藤倉村 （下伊自良村新設のため）
- 大森村 （下伊自良村新設のため）
- 小倉村 （下伊自良村新設のため）
- 洞田村 （下伊自良村新設のため）
- 円原村 （北山村新設のため）
- 片原村 （北山村新設のため）
- 神崎村 （北山村新設のため）
- 側島村 （保戸島村新設のため）
- 戸田村 （保戸島村新設のため）
- 旧・千疋村 （千疋村新設のため）
- 植野村 （千疋村新設のため）
- 北春近村 （春近村新設のため）
- 南春近村 （春近村新設のため）
- 岩崎村 （岩野田村新設のため）
- 粟野村 （岩野田村新設のため）
- 三田洞村 （岩野田村新設のため）

## 1900年-1909年
- 稲葉郡上加納村 （1903年4月1日）岐阜市に編入のため
- 本巣郡中根尾村 （1904年4月1日）本巣郡根尾村新設のため
- 本巣郡東根尾村 （1904年4月1日）本巣郡根尾村新設のため
- 本巣郡西根尾村 （1904年4月1日）本巣郡根尾村新設のため

## 1910年-1919年
この10年間に県内に廃止市町村なし

## 1920年-1929年
- 土岐郡余戸村 （1921年7月1日）土岐郡釜戸村・土岐郡大湫村に分割のため
- 武儀郡（旧）関町 （1921年7月1日）武儀郡関町新設のため
- 武儀郡吉田村 （1921年7月1日）武儀郡関町新設のため
- 武儀郡安曽野村 (1925年7月18日）武儀郡美濃町に編入のため
- 羽島郡駒塚村 （1926年4月30日）羽島郡竹ヶ鼻町に編入のため
- 大野郡灘村 （1926年10月1日）大野郡高山町に編入のため
- 羽島郡八神村 （1927年4月1日）羽島郡桑原村新設のため
- 羽島郡小薮村 （1927年4月1日）羽島郡桑原村新設のため
- 安八郡北杭瀬村 （1928年4月15日）大垣市・不破郡赤坂町に分割編入のため

## 1930年-1939年
- 稲葉郡本荘村 （1931年4月1日）岐阜市に編入のため
- 稲葉郡日野村 （1931年4月1日）岐阜市に編入のため
- 稲葉郡長良村 （1932年7月1日）岐阜市に編入のため
- 可児郡豊岡町 （1934年8月1日）土岐郡多治見町に編入のため
- 安八郡南杭瀬村 （1934年12月5日）大垣市に編入のため
- 稲葉郡島村 （1934年12月5日）岐阜市に編入のため
- 安八郡多芸島村 （1935年6月1日）大垣市に編入のため
- 稲葉郡鷺山村 （1935年6月15日）岐阜市に編入のため
- 稲葉郡三里村 （1935年6月15日）岐阜市に編入のため
- 安八郡安井村 （1936年6月1日）大垣市に編入のため
- 大野郡高山町（1936年11月1日）高山市新設のため
- 大野郡大名田町 （1936年11月1日）高山市新設のため

## 1940年-1949年
- 不破郡宇留生村 （1940年2月11日）大垣市に編入のため
- 不破郡静里村 （1940年2月11日）大垣市に編入のため
- 稲葉郡加納町 （1940年2月11日）岐阜市に編入のため
- 稲葉郡則武村 （1940年2月11日）岐阜市に編入のため
- 稲葉郡北長森村 （1940年6月1日）岐阜市に編入のため
- 稲葉郡南長森村 （1940年6月1日）岐阜市に編入のため
- 稲葉郡木田村 （1940年6月1日）岐阜市に編入のため
- 稲葉郡常磐村 （1940年6月1日）岐阜市に編入のため
- 大野郡上枝村 （1943年4月1日）高山市に編入のため
- 武儀郡瀬尻村 （1943年10月1日）武儀郡関町に編入のため
- 武儀郡倉知村 （1943年10月1日）武儀郡関町に編入のため
- 可児郡池田村 （1944年2月11日）多治見市に編入のため
- 可児郡小泉村 （1944年2月11日）多治見市に編入のため
- 安八郡洲本村 （1947年10月1日）大垣市に編入のため
- 不破郡綾里村 （1947年10月1日）大垣市に編入のため
- 安八郡浅草村 （1948年6月1日）大垣市に編入のため
- 安八郡川並村 （1948年10月1日）大垣市に編入のため
- 安八郡中川村 （1949年4月1日）大垣市に編入のため
- 山県郡岩野田村 （1949年7月1日）岐阜市に編入のため
- 加茂郡富岡村 （1949年10月1日）加茂郡富田村・武儀郡関町に分割編入のため

## 1950年-1959年
- 安八郡北平野村 （1950年4月1日）安八郡神戸町・揖斐郡池田村に分割編入のため
- 本巣郡文殊村 （1950年6月1日）本巣郡本巣村新設のため
- 本巣郡山添村 （1950年6月1日）本巣郡本巣村新設のため
- 吉城郡船津町 （1950年6月10日）吉城郡神岡町新設のため
- 吉城郡袖川村 （1950年6月10日）吉城郡神岡町新設のため
- 吉城郡阿曽布村 （1950年6月10日）吉城郡神岡町新設のため
- 揖斐郡池田村 （1950年8月1日）揖斐郡温知村新設のため
- 揖斐郡本郷村 （1950年8月1日）揖斐郡温知村新設のため
- 羽島郡松枝村 （1950年8月1日）羽島郡笠松町に編入のため
- 山県郡千疋村 （1950年8月10日）武儀郡関町に編入のため
- 山県郡保戸島村 （1950年8月10日）武儀郡小金田村に編入のため
- 本巣郡七郷村 （1950年8月20日）岐阜市に編入のため
- 本巣郡西郷村 （1950年8月20日）岐阜市に編入のため
- 稲葉郡市橋村 （1950年8月20日）岐阜市に編入のため
- 稲葉郡茜部村 （1950年8月20日）岐阜市に編入のため
- 稲葉郡鶉村 （1950年8月20日）岐阜市に編入のため
- 稲葉郡黒野村 （1950年8月20日）岐阜市に編入のため
- 稲葉郡方県村 （1950年8月20日）岐阜市に編入のため
- 加茂郡田原村 （1950年10月15日）武儀郡関町（即日市制、関市）に編入のため
- 稲葉郡岩村 （1950年12月10日）岐阜市に編入のため
- 土岐郡市之倉村 （1951年3月5日）多治見市に編入のため
- 武儀郡下有知村 （1951年3月5日）関市に編入のため
- 安八郡和合村 （1951年4月1日）大垣市に編入のため
- 恵那郡中津町 （1951年4月1日）恵那郡中津川町新設のため
- 恵那郡苗木町 （1951年4月1日）恵那郡中津川町新設のため
- 土岐郡瑞浪町 （1951年4月1日）土岐郡瑞浪土岐町新設のため
- 土岐郡土岐町 （1951年4月1日）土岐郡瑞浪土岐町新設のため
- 土岐郡笠原町 （1951年4月1日）多治見市に編入のため
- 安八郡三城村 （1952年6月1日）大垣市に編入のため
- 安八郡（旧）神戸町 （1954年4月1日）神戸町新設のため
- 安八郡下宮村 （1954年4月1日）神戸町新設のため
- 安八郡南平野村 （1954年4月1日）分割し、神戸町新設・不破郡赤坂町に編入のため
- 安八郡大薮町 （1954年4月1日）安八郡輪之内町新設のため
- 安八郡福束村 （1954年4月1日）安八郡輪之内町新設のため
- 安八郡仁木村 （1954年4月1日）安八郡輪之内町新設のため
- 揖斐郡（旧）大野町 （1954年4月1日）揖斐郡大野町新設のため
- 揖斐郡西郡村 （1954年4月1日）揖斐郡大野町新設のため
- 揖斐郡豊木村 （1954年4月1日）揖斐郡大野町新設のため
- 揖斐郡富秋村 （1954年4月1日）揖斐郡大野町新設のため
- 加茂郡太田町 （1954年4月1日）美濃加茂市新設のため
- 加茂郡下米田村 （1954年4月1日）美濃加茂市新設のため
- 加茂郡伊深村 （1954年4月1日）美濃加茂市新設のため
- 加茂郡蜂屋村 （1954年4月1日）美濃加茂市新設のため
- 加茂郡古井町 （1954年4月1日）美濃加茂市新設のため
- 加茂郡山之上村 （1954年4月1日）美濃加茂市新設のため
- 加茂郡加茂野村 （1954年4月1日）美濃加茂市新設のため
- 加茂郡三和村 （1954年4月1日）分割し、美濃加茂市新設、加茂郡川辺町に編入のため
- 羽島郡竹ヶ鼻町 （1954年4月1日）羽島市新設のため
- 羽島郡正木村 （1954年4月1日）羽島市新設のため
- 羽島郡江吉良村 （1954年4月1日）羽島市新設のため
- 羽島郡堀津村 （1954年4月1日）羽島市新設のため
- 羽島郡上中島村 （1954年4月1日）羽島市新設のため
- 羽島郡下中島村 （1954年4月1日）羽島市新設のため
- 羽島郡桑原村 （1954年4月1日）羽島市新設のため
- 羽島郡足近村 （1954年4月1日）羽島市新設のため
- 羽島郡小熊村 （1954年4月1日）羽島市新設のため
- 羽島郡福寿村 （1954年4月1日）羽島市新設のため
- 恵那郡大井町 （1954年4月1日）恵那市新設のため
- 恵那郡長島町 （1954年4月1日）恵那市新設のため
- 恵那郡東野村 （1954年4月1日）恵那市新設のため
- 恵那郡三郷村 （1954年4月1日）恵那市新設のため
- 恵那郡武並村 （1954年4月1日）恵那市新設のため
- 恵那郡笠置村 （1954年4月1日）恵那市新設のため
- 恵那郡中野方村 （1954年4月1日）恵那市新設のため
- 恵那郡飯地村 （1954年4月1日）恵那市新設のため
- 土岐郡瑞浪土岐町 （1954年4月1日）瑞浪市新設のため
- 土岐郡稲津村 （1954年4月1日）瑞浪市新設のため
- 土岐郡釜戸村 （1954年4月1日）瑞浪市新設のため
- 土岐郡大湫村 （1954年4月1日）瑞浪市新設のため
- 土岐郡日吉村 （1954年4月1日）瑞浪市新設のため
- 土岐郡明世村 （1954年4月1日）分割し、瑞浪市新設・泉町に編入のため
- 恵那郡陶町 （1954年4月1日）瑞浪市新設のため
- 武儀郡美濃町 （1954年4月1日）美濃市新設のため
- 武儀郡洲原村 （1954年4月1日）美濃市新設のため
- 武儀郡下牧村 （1954年4月1日）美濃市新設のため
- 武儀郡上牧村 （1954年4月1日）美濃市新設のため
- 武儀郡大矢田村 （1954年4月1日）美濃市新設のため
- 武儀郡藍見村 （1954年4月1日）美濃市新設のため
- 武儀郡中有知村 （1954年4月1日）美濃市新設のため
- 武儀郡坂ノ東村 （1954年4月1日）加茂郡白川町に編入のため
- 加茂郡富田村 （1954年7月1日）加茂郡富加村新設のため
- 加茂郡加治田村 （1954年7月1日）加茂郡富加村新設のため
- 恵那郡明知町 （1954年7月1日）恵那郡明智町新設のため
- 恵那郡静波村 （1954年7月1日）恵那郡明智町新設のため
- 不破郡（旧） 関ケ原町 （1954年7月1日）不破郡関ケ原町新設のため
- 不破郡今須村 （1954年7月1日）不破郡関ケ原町新設のため
- 不破郡玉村 （1954年7月1日）不破郡関ケ原町新設のため
- 恵那郡坂本村 （1954年7月10日）中津川市に編入のため
- 不破郡（旧）赤坂町 （1954年9月1日）不破郡赤坂町新設のため
- 不破郡青墓村 （1954年9月1日）不破郡赤坂町新設のため
- 不破郡（旧）垂井町 （1954年9月10日）不破郡垂井町新設のため
- 不破郡岩手村 （1954年9月10日）不破郡垂井町新設のため
- 不破郡府中村 （1954年9月10日）不破郡垂井町新設のため
- 不破郡宮代村 （1954年9月10日）不破郡垂井町新設のため
- 不破郡表佐村 （1954年9月10日）不破郡垂井町新設のため
- 恵那郡（旧）岩村町 （1954年9月10日）恵那郡岩村町新設のため
- 恵那郡本郷村 （1954年9月10日）恵那郡岩村町新設のため
- 武儀郡富野村 （1954年9月10日）関市に編入のため
- 本巣郡船木村 （1954年9月20日）本巣郡巣南村新設のため
- 本巣郡川崎村 （1954年9月20日）本巣郡巣南村新設のため
- 本巣郡鷺田村 （1954年9月20日）本巣郡巣南村新設のため
- 不破郡荒崎村 （1954年10月1日）大垣市に編入のため
- 郡上郡嵩田村 （1954年11月1日）郡上郡美並村新設のため
- 郡上郡下川村 （1954年11月1日）郡上郡美並村新設のため
- 本巣郡（旧）穂積町 （1954年11月3日）本巣郡穂積町新設のため
- 本巣郡本田村 （1954年11月3日）本巣郡穂積町新設のため
- 本巣郡牛牧村 （1954年11月3日）本巣郡穂積町新設のため
- 養老郡高田町 （1954年11月3日）養老郡養老町新設のため
- 養老郡養老村 （1954年11月3日）養老郡養老町新設のため
- 養老郡広幡村 （1954年11月3日）養老郡養老町新設のため
- 養老郡笠郷村 （1954年11月3日）養老郡養老町新設のため
- 養老郡上多度村 （1954年11月3日）養老郡養老町新設のため
- 養老郡多芸村 （1954年11月3日）養老郡養老町新設のため
- 養老郡日吉村 （1954年11月3日）養老郡養老町新設のため
- 養老郡小畑村（1954年11月3日）養老郡養老町新設のため
- 養老郡池辺村 （1954年11月3日）分割し、養老郡養老町新設・海津郡城山町に編入のため
- 養老郡下多度村 （1954年11月5日）海津郡南濃町新設のため
- 海津郡城山町 （1954年11月5日）海津郡南濃町新設のため
- 海津郡石津村 （1954年11月5日）海津郡南濃町新設のため
- 不破郡合原村 （1954年12月1日）垂井町に編入のため
- 郡上郡（旧）八幡町 （1954年12月15日）郡上郡八幡町新設のため
- 郡上郡相生村 （1954年12月15日）郡上郡八幡町新設のため
- 郡上郡川合村 （1954年12月15日）郡上郡八幡町新設のため
- 郡上郡口明方村 （1954年12月15日）郡上郡八幡町新設のため
- 郡上郡西和良村 （1954年12月15日）郡上郡八幡町新設のため
- 武儀郡小金田村 （1955年1月10日）関市に編入のため
- 養老郡時村 （1955年1月15日）養老郡上石津村新設のため
- 養老郡牧田村 （1955年1月15日）養老郡上石津村新設のため
- 養老郡多良村 （1955年1月15日）養老郡上石津村新設のため
- 養老郡一之瀬村 （1955年1月15日）養老郡上石津村新設のため
- 海津郡高須町 （1955年1月15日）海津郡海津町新設のため
- 海津郡西江村 （1955年1月15日）海津郡海津町新設のため
- 海津郡大江村 （1955年1月15日）海津郡海津町新設のため
- 海津郡吉里村 （1955年1月15日）海津郡海津町新設のため
- 海津郡東江村 （1955年1月15日）海津郡海津町新設のため
- 加茂郡和知村 （1955年1月31日）加茂郡八百津町に編入のため
- 可児郡（旧）御嵩町 （1955年2月1日）可児郡御嵩町新設のため
- 可児郡伏見町 （1955年2月1日）可児郡御嵩町新設のため
- 可児郡中町 （1955年2月1日）可児郡御嵩町新設のため
- 可児郡上之郷村 （1955年2月1日）可児郡御嵩町新設のため
- 可児郡今渡町 （1955年2月1日）可児郡可児町新設のため
- 可児郡広見町 （1955年2月1日）可児郡可児町新設のため
- 可児郡土田村 （1955年2月1日）可児郡可児町新設のため
- 可児郡久々利村 （1955年2月1日）可児郡可児町新設のため
- 可児郡平牧村 （1955年2月1日）可児郡可児町新設のため
- 可児郡春里村 （1955年2月1日）可児郡可児町新設のため
- 可児郡帷子村 （1955年2月1日）可児郡可児町新設のため
- 可児郡錦津村 （1955年2月1日）加茂郡八百津町新設のため
- 加茂郡（旧）八百津町 （1955年2月1日）加茂郡八百津町新設のため
- 土岐郡泉町 （1955年2月1日）土岐市新設のため
- 土岐郡土岐津町 （1955年2月1日）土岐市新設のため
- 土岐郡下石町 （1955年2月1日）土岐市新設のため
- 土岐郡妻木町 （1955年2月1日）土岐市新設のため
- 土岐郡駄知町 （1955年2月1日）土岐市新設のため
- 土岐郡肥田村 （1955年2月1日）土岐市新設のため
- 土岐郡鶴里村 （1955年2月1日）土岐市新設のため
- 土岐郡曽木村 （1955年2月1日）土岐市新設のため
- 海津郡今尾町 （1955年2月1日）分割し、海津郡平田町新設・海津町に編入のため
- 海津郡海西村 （1955年2月1日）海津郡平田町新設のため
- 加茂郡上麻生村 （1955年2月11日）加茂郡七宗村新設のため
- 武儀郡神渕村 （1955年2月11日）加茂郡七宗村新設のため
- 羽島郡中屋村 （1955年2月11日）稲葉郡稲羽町新設のため
- 稲葉郡更木村 （1955年2月11日）稲葉郡稲羽町新設のため
- 稲葉郡前宮村 （1955年2月11日）稲葉郡稲羽町新設のため
- 稲葉郡鏡島村 （1955年2月11日）岐阜市に編入のため
- 稲葉郡厚見村 （1955年2月11日）岐阜市に編入のため
- 武儀郡（旧）金山町 （1955年3月1日）益田郡金山町新設のため
- 武儀郡菅田町 （1955年3月1日）益田郡金山町新設のため
- 郡上郡東村 （1955年3月1日）益田郡金山町新設のため
- 益田郡下原村 （1955年3月1日）益田郡金山町新設のため
- 恵那郡遠山村 （1955年3月1日）恵那郡山岡町新設のため
- 恵那郡鶴岡村 （1955年3月1日）恵那郡山岡町新設のため
- 郡上郡西川村 （1955年3月28日）郡上郡大和村新設のため
- 郡上郡弥富村 （1955年3月28日）郡上郡大和村新設のため
- 郡上郡山田村 （1955年3月28日）郡上郡大和村新設のため
- 安八郡名森村 （1955年4月1日）安八郡安八村新設のため
- 安八郡牧村 （1955年4月1日）安八郡安八村新設のため
- 安八郡結村 （1955年4月1日）安八郡安八村新設のため
- 揖斐郡揖斐町 （1955年4月1日）揖斐郡揖斐川町新設のため
- 揖斐郡北方村 （1955年4月1日）揖斐郡揖斐川町新設のため
- 揖斐郡大和村 （1955年4月1日）揖斐郡揖斐川町新設のため
- 揖斐郡清水村 （1955年4月1日）揖斐郡揖斐川町新設のため
- 揖斐郡小島村 （1955年4月1日）揖斐郡揖斐川町新設のため
- 揖斐郡（旧）池田町 （1955年4月1日）揖斐郡池田町新設のため
- 揖斐郡八幡村 （1955年4月1日）揖斐郡池田町新設のため
- 揖斐郡宮地村 （1955年4月1日）揖斐郡池田町新設のため
- 大野郡大八賀村 （1955年4月1日）高山市に編入のため
- 加茂郡（旧）川辺町 （1955年4月1日）加茂郡川辺町新設のため
- 加茂郡上米田村 （1955年4月1日）加茂郡川辺町新設のため
- 羽島郡（旧）笠松町 （1955年4月1日）羽島郡笠松町新設のため
- 羽島郡下羽栗村 （1955年4月1日）羽島郡笠松町新設のため
- 本巣郡（旧）北方町 （1955年4月1日）本巣郡北方町新設のため
- 本巣郡生津村 （1955年4月1日）本巣郡北方町新設のため
- 本巣郡真桑村 （1955年4月1日）本巣郡真正村新設のため
- 本巣郡弾正村 （1955年4月1日）本巣郡真正村新設のため
- 本巣郡土貴野村 （1955年4月1日）本巣郡糸貫村新設のため
- 本巣郡一色村 （1955年4月1日）本巣郡糸貫村新設のため
- 稲葉郡（旧）鵜沼町 （1955年4月1日）稲葉郡鵜沼町新設のため
- 稲葉郡各務村 （1955年4月1日）稲葉郡鵜沼町新設のため
- 恵那郡三濃村 （1955年4月1日）恵那郡明智町・愛知県東加茂郡旭村に分割編入のため
- 益田郡（旧）下呂町 （1955年4月1日）益田郡下呂町新設のため
- 益田郡上原村 （1955年4月1日）益田郡下呂町新設のため
- 益田郡中原村 （1955年4月1日）益田郡下呂町新設のため
- 武儀郡下之保村 （1955年4月1日）武儀郡武儀村新設のため
- 武儀郡中之保村 （1955年4月1日）武儀郡武儀村新設のため
- 武儀郡富之保村 （1955年4月1日）武儀郡武儀村新設のため
- 山県郡（旧）高富町 （1955年4月1日）山県郡高富町新設のため
- 山県郡富岡村 （1955年4月1日）山県郡高富町新設のため
- 山県郡梅原村 （1955年4月1日）山県郡高富町新設のため
- 山県郡桜尾村 （1955年4月1日）山県郡高富町新設のため
- 山県郡大桑村 （1955年4月1日）山県郡高富町新設のため
- 山県郡上伊自良村 （1955年4月1日）山県郡伊自良村新設のため
- 山県郡下伊自良村 （1955年4月1日）山県郡伊自良村新設のため
- 山県郡西武芸村 （1955年4月1日）山県郡美山村新設のため
- 山県郡北武芸村 （1955年4月1日）山県郡美山村新設のため
- 山県郡富波村 （1955年4月1日）山県郡美山村新設のため
- 山県郡谷合村 （1955年4月1日）山県郡美山村新設のため
- 山県郡葛原村 （1955年4月1日）山県郡美山村新設のため
- 山県郡北山村 （1955年4月1日）山県郡美山村新設のため
- 武儀郡乾村 （1955年4月1日）山県郡美山村新設のため
- 恵那郡吉田村 （1955年10月5日）恵那郡明智町に編入のため
- 揖斐郡鶯村 （1956年4月1日）揖斐郡大野町に編入のため
- 郡上郡（旧）白鳥町 （1956年4月1日）郡上郡白鳥町新設のため
- 郡上郡北濃村 （1956年4月1日）郡上郡白鳥町新設のため
- 郡上郡牛道村 （1956年4月1日）郡上郡白鳥町新設のため
- 山県郡春近村 （1956年4月1日）山県郡三輪村新設のため
- 山県郡山県村 （1956年4月1日）山県郡三輪村新設のため
- 山県郡厳美村 （1956年4月1日）分割し、山県郡三輪村新設・稲葉郡芥見村に編入のため
- 吉城郡（旧）古川町 （1956年4月1日）吉城郡古川町新設のため
- 吉城郡細江村 （1956年4月1日）吉城郡古川町新設のため
- 吉城郡小鷹利村 （1956年4月1日）吉城郡古川町新設のため
- 益田郡（旧）萩原町 （1956年8月25日）益田郡萩原町新設のため
- 益田郡川西村 （1956年8月25日）益田郡萩原町新設のため
- 大野郡山之口村 （1956年8月25日）益田郡萩原町新設のため
- 揖斐郡（旧）谷汲村 （1956年9月1日）揖斐郡谷汲村新設のため
- 揖斐郡長瀬村 （1956年9月1日）揖斐郡谷汲村新設のため
- 羽島郡上羽栗村 （1956年9月26日）羽島郡岐南村新設のため
- 羽島郡八剣村 （1956年9月26日）羽島郡岐南村新設のため
- 稲葉郡佐波村 （1956年9月26日）羽島郡柳津村（即日町制, 柳津町）に編入のため
- 武儀郡東武芸村 （1956年9月26日）武儀郡武芸村新設のため
- 武儀郡南武芸村 （1956年9月26日）分割し、武儀郡武芸村新設・ 関市に編入のため
- 揖斐郡養基村 （1956年9月30日）揖斐郡池田町・揖斐郡揖斐川町に分割編入のため
- 加茂郡（旧）白川町 （1956年9月30日）加茂郡白川町新設のため
- 加茂郡佐見村 （1956年9月30日）加茂郡白川町新設のため
- 加茂郡黒川村 （1956年9月30日）加茂郡白川町新設のため
- 加茂郡蘇原村 （1956年9月30日）加茂郡白川町新設のため
- 加茂郡潮南村 （1956年9月30日）加茂郡八百津町に編入のため
- 加茂郡福地村 （1956年9月30日）加茂郡八百津町に編入のため
- 加茂郡久田見村 （1956年9月30日）加茂郡八百津町に編入のため
- 加茂郡下麻生町 （1956年9月30日）加茂郡川辺町・加茂郡七宗村に分割編入のため
- 本巣郡（旧）本巣村 （1956年9月30日）本巣郡本巣村新設のため
- 本巣郡外山村 （1956年9月30日）本巣郡本巣村新設のため
- 本巣郡席田村 （1956年9月30日）本巣郡北方町・本巣郡糸貫村に分割編入のため
- 恵那郡上村 （1956年9月30日）恵那郡上矢作町新設のため
- 恵那郡下原田村 （1956年9月30日）恵那郡上矢作町新設のため
- 恵那郡落合村 （1956年9月30日）中津川市に編入のため
- 吉城郡坂上村 （1956年9月30日）吉城郡宮川村新設のため
- 吉城郡坂下村 （1956年9月30日）吉城郡宮川村新設のため
- 益田郡（旧）下呂町 （1957年4月1日）益田郡下呂町新設のため
- 益田郡竹原村 （1957年4月1日）益田郡下呂町新設のため
- 恵那郡阿木村 （1957年11月1日）中津川市に編入のため
- 稲葉郡芥見村 （1958年4月1日）岐阜市に編入のため
- 稲葉郡日置江村 （1958年4月1日）岐阜市に編入のため
- 本巣郡合渡村 （1959年4月1日）岐阜市に編入のため

## 1960年-1969年
- 揖斐郡川合村 （1960年1月1日）揖斐郡大野町に編入のため
- 揖斐郡横蔵村 （1960年1月1日）揖斐郡谷汲村に編入のため
- 可児郡姫治村 （1960年4月1日）多治見市・可児郡可児町に分割編入のため
- 山県郡三輪村 （1961年4月1日）岐阜市に編入のため
- 本巣郡網代村 （1963年4月1日）岐阜市に編入のため
- 稲葉郡那加町号令したのは市議会の宇野義民(没) （1963年4月1日）各務原市新設のため
- 稲葉郡稲羽町 （1963年4月1日）各務原市新設のため
- 稲葉郡鵜沼町 （1963年4月1日）各務原市新設のため
- 稲葉郡蘇原町 （1963年4月1日）各務原市新設のため
- 不破郡赤坂町 （1967年9月1日）大垣市に編入のため

## 1970年-1979年
この10年間に県内に廃止市町村なし

## 1980年-1989年
揖斐郡徳山村 （1987年4月1日）揖斐郡藤橋村に編入のため

## 1990年-1999年
この10年間に県内に廃止市町村なし

## 2000年-
- 山県郡高富町 （2003年4月1日）山県市新設のため
- 山県郡伊自良村 （2003年4月1日）山県市新設のため
- 山県郡美山町 （2003年4月1日）山県市新設のため
- 本巣郡巣南町 （2003年5月1日）瑞穂市新設のため
- 本巣郡穂積町 （2003年5月1日）瑞穂市新設のため
- 吉城郡古川町 （2004年2月1日）飛騨市新設のため
- 吉城郡神岡町 （2004年2月1日）飛騨市新設のため
- 吉城郡河合村 （2004年2月1日）飛騨市新設のため
- 吉城郡宮川村 （2004年2月1日）飛騨市新設のため
- 本巣郡本巣町 （2004年2月1日）本巣市新設のため
- 本巣郡真正町 （2004年2月1日）本巣市新設のため
- 本巣郡糸貫町 （2004年2月1日）本巣市新設のため
- 本巣郡根尾村 （2004年2月1日）本巣市新設のため
- 益田郡小坂町 （2004年3月1日）下呂市新設のため
- 益田郡金山町 （2004年3月1日）下呂市新設のため
- 益田郡下呂町 （2004年3月1日）下呂市新設のため
- 益田郡萩原町 （2004年3月1日）下呂市新設のため
- 益田郡馬瀬村 （2004年3月1日）下呂市新設のため
- 郡上郡白鳥町 （2004年3月1日）郡上市新設のため
- 郡上郡八幡町 （2004年3月1日）郡上市新設のため
- 郡上郡大和町 （2004年3月1日）郡上市新設のため
- 郡上郡高鷲村 （2004年3月1日）郡上市新設のため
- 郡上郡美並村 （2004年3月1日）郡上市新設のため
- 郡上郡明宝村 （2004年3月1日）郡上市新設のため
- 郡上郡和良村 （2004年3月1日）郡上市新設のため
- 旧・恵那市 （2004年10月25日）恵那市新設のため
- 恵那郡明智町 （2004年10月25日）恵那市新設のため
- 恵那郡岩村町 （2004年10月25日）恵那市新設のため
- 恵那郡上矢作町 （2004年10月25日）恵那市新設のため
- 恵那郡山岡町 （2004年10月25日）恵那市新設のため
- 恵那郡串原村 （2004年10月25日）恵那市新設のため
- 羽島郡川島町 （2004年11月1日）各務原市に編入のため
- 揖斐郡（旧）揖斐川町 （2005年1月31日）揖斐川町新設のため
- 揖斐郡春日村 （2005年1月31日）揖斐川町新設のため
- 揖斐郡谷汲村 （2005年1月31日）揖斐川町新設のため
- 揖斐郡久瀬村 （2005年1月31日）揖斐川町新設のため
- 揖斐郡坂内村 （2005年1月31日）揖斐川町新設のため
- 揖斐郡藤橋村 （2005年1月31日）揖斐川町新設のため
- 吉城郡国府町 （2005年2月1日）高山市に編入のため
- 吉城郡上宝村 （2005年2月1日）高山市に編入のため
- 大野郡久々野町 （2005年2月1日）高山市に編入のため
- 大野郡朝日村 （2005年2月1日）高山市に編入のため
- 大野郡清見村 （2005年2月1日）高山市に編入のため
- 大野郡荘川村 （2005年2月1日）高山市に編入のため
- 大野郡高根村 （2005年2月1日）高山市に編入のため
- 大野郡丹生川村 （2005年2月1日）高山市に編入のため
- 大野郡宮村 （2005年2月1日）高山市に編入のため
- 武儀郡板取村 （2005年2月7日）関市編入のため
- 武儀郡上之保村 （2005年2月7日）関市編入のため
- 武儀郡洞戸村 （2005年2月7日）関市編入のため
- 武儀郡武儀町 （2005年2月7日）関市編入のため
- 武儀郡武芸川町 （2005年2月7日）関市編入のため
- 恵那郡坂下町 （2005年2月13日）中津川市に編入のため
- 恵那郡付知町 （2005年2月13日）中津川市に編入のため
- 恵那郡福岡町 （2005年2月13日）中津川市に編入のため
- 恵那郡加子母村 （2005年2月13日）中津川市に編入のため
- 恵那郡川上村 （2005年2月13日）中津川市に編入のため
- 恵那郡蛭川村 （2005年2月13日）中津川市に編入のため
- 海津郡海津町 (2005年3月28日）海津市新設のため
- 海津郡南濃町 (2005年3月28日）海津市新設のため
- 海津郡平田町 (2005年3月28日）海津市新設のため
- 可児郡兼山町 （2005年5月1日）可児市に編入のため
- 羽島郡柳津町 （2006年1月1日）岐阜市に編入のため
- 土岐郡笠原町 （2006年1月23日）多治見市に編入のため
- 安八郡墨俣町 （2006年3月27日）大垣市に編入のため
- 養老郡上石津町 （2006年3月27日）大垣市に編入のため